# Desmopuntius pentazona
Desmopuntius pentazona (Boulenger, 1894) è un pesce d'acqua dolce appartenente alla famiglia Cyprinidae.

## Distribuzione e habitat
È diffuso nella penisola di Sumatra, in Indonesia. 

Abita le acque calme, con fondali sabbiosi o fangosi, riccamente vegetati.

## Descrizione
Il corpo è allungato, con dorso convesso. 

La livrea è giallo-rosata, con riflessi verdi metallici su testa e dorso. Cinque strisce nero-verdi verticali si allungano verso il ventre: la prima passa attraverso l'occhio, l'ultima, spesso meno visibile, attraversa la parte terminale del peduncolo caudale. 

Il maschio, soprattutto nel periodo riproduttivo, è più colorato della femmina. 

Raggiunge una lunghezza di 8 cm.

## Riproduzione
La riproduzione è stimolata dall'aumento della temperatura delle acque. La fecondazione è esterna: le uova vengono poi deposte sul fondo.

## Biologia
D. pentazona ha carattere gregario: forma banchi anche numerosi.

## Alimentazione
Ha dieta onnivora ed è molto vorace.

## Acquariofilia
La taglia minuta e la splendida livrea hanno fatto sì che questo pesce divenisse un ambito ospite degli acquari occidentali.